# Öystein Haraldsson
Öystein Haraldsson, även kallad för Eystein Haraldsson, (modern norska: Øystein II Haraldsson) född cirka 1125 - 1130, död 1157 (möjligen 21 augusti) utanför Foss kyrka i Ranrike, var kung av Norge från 1142 till sin död 1157.
Öystein (Eystein) föddes i Skottland som son till Harald Gille och den skotska stormannadottern Biadoc (eller Bethoc). Fadern blev norsk kung 1130, men dödades 1136. Öysteins halvbröder Inge Krokrygg och Sigurd Munn som då var små barn, valdes till kungar. Öystein kom till Norge 1142 och valdes till kung även han. De tre bröderna skulle samregera, men från 1150-talet blev motsättningarna allvarliga. Öystein och Sigurd kom överens om att avsätta Inge vid trekungamötet i Bergen 1155. Denne fick kännedom om planerna och hans handgångne man Gregorius Dagsson dödade Sigurd den 10 juni 1155 i Bergen innan Öystein kom fram till mötet. Öystein och Inge förlikades dock, men 1157 samlade de två kungarna varsin här. Öystein blev tillfångatagen och mördad av sin halvbroder Inges män utanför Foss kyrka år 1157 innan inbördeskriget började. Det satte igång efter hans död.
Öystein begravdes mitt under golvet i Foss kyrka. Enligt sägnen sprang det upp källor på platsen där han dödades. Samma sak skedde även där han lades som lik över natten. Dessa källor, Korskällan och Skårkällan, blev betraktade som heliga. Man har vallfärdat till dem ända till 1800-talets slut. Detta för att bli helad av dess påstådda läkande krafter.

## Etymologi
Namnet Öystein, som på fornnordiska skrevs Eystein, betyder på svenska Östen.